# Nisswa (Minnesota)
Nisswa es una ciudad ubicada en el condado de Crow Wing en el estado estadounidense de Minnesota. En el Censo de 2010 tenía una población de 1971 habitantes y una densidad poblacional de 41,49 personas por km².

## Geografía
Nisswa se encuentra ubicada en las coordenadas 46°30′3″N 94°17′52″O / 46.50083, -94.29778. Según la Oficina del Censo de los Estados Unidos, Nisswa tiene una superficie total de 47.51 km², de la cual 27.92 km² corresponden a tierra firme y (41.23%) 19.59 km² es agua.

## Demografía
Según el censo de 2010, había 1971 personas residiendo en Nisswa. La densidad de población era de 41,49 hab./km². De los 1971 habitantes, Nisswa estaba compuesto por el 97.67% blancos, el 0.36% eran afroamericanos, el 0.71% eran amerindios, el 0.61% eran asiáticos, el 0% eran isleños del Pacífico, el 0.1% eran de otras razas y el 0.56% pertenecían a dos o más razas. Del total de la población el 0.46% eran hispanos o latinos de cualquier raza.